# Chlorophorus dodsi
Chlorophorus dodsi är en skalbaggsart som först beskrevs av Louis Albert Péringuey 1908.  Chlorophorus dodsi ingår i släktet Chlorophorus och familjen långhorningar.
Artens utbredningsområde är Zimbabwe. Inga underarter finns listade i Catalogue of Life.